# Sophie Brahe
Sophie Brahe (24 de agosto de 1556 — Helsingor, 1643) foi uma nobre dinamarquesa e horticultora com conhecimentos de astronomia, química e medicina. Ela trabalhou ao lado de seu irmão Tycho Brahe em fazer observações astronômicas.

## Biografia
Sophie Brahe, irmã do famoso astrônomo Tycho Brahe, nasceu na Dinamarca em uma família da pequena nobreza, estudou sozinha nos livros de seu irmão e se tornou sua assistente. O rei da Dinamarca, Frederico II, deu a Tycho a ilha de Ven, perto de Copenhague, na qual foi erguido o famoso observatório do castelo de Uraniborg. A importância do trabalho dos irmãos Brahe é que eles foram os primeiros astrônomos europeus a fazer observações regulares e de longo prazo sobre a posição de estrelas e planetas fixos através de sextantes, quadrantes, esferas armilares e instrumentos de observação que inventaram, pois o telescópio ainda não havia sido inventado. Ela também se tornou uma horticultora, além de seus estudos em química e medicina.
Com base em suas observações, eles compilaram um catálogo de mais de 1 000 estrelas fixas, com uma precisão inimaginável para a época. Em 1572 ocorreu um evento astronômico que chamou a atenção de Tycho: foi o aparecimento de uma nova, ou uma estrela que aumenta seu brilho de forma violenta (agora conhecida como SN 1572). O evento não se encaixava no modelo planetário ptolomaico e os irmãos levantaram a hipótese de um modelo parcialmente geocêntrico e parcialmente heliocêntrico do universo, no qual apenas o Sol e a Lua giravam em torno da Terra e os outros planetas giravam em torno do Sol; este sistema tomou o nome de Tychonic.
Aos 20 anos, Sophie se casou; ela então teve um filho, mas continuou sua presença no observatório; quando seu marido morreu em 1588, ela também se tornou administradora de terras e se dedicou ao estudo da alquimia e da medicina. A contribuição de Sophie Brahe para a astronomia nunca foi reconhecida de forma independente e hoje não é mais possível reconstruir sua participação na obra do irmão, pois não há documentos específicos sobre sua vida e obra.
Apesar da falta de documentação, o filósofo e físico Pierre Gassendi escreveu na biografia de Tycho Brahe que sua irmã era dotada de um conhecimento excepcional em matemática e astronomia.

Ela foi assistida por muito tempo pelo farmacêutico Live Larsdatter.